# Beibeilong
Beibeilong („drak z Beibei“) byl rod velkého teropodního oviraptorosaurního dinosaura, žijícího na území východní Asie (provincie Che-nan ve východní Číně) v období rané svrchní křídy (asi před 90 miliony let). Fosilie tohoto teropoda byly popsány v roce 2017 mezinárodním paleontologickým týmem, jehož členem byl i slovenský paleontolog Martin Kundrát. Objevena byla pouze část hnízda s šesti až osmi vajíčky (oorod Macroelongatoolithus) o délce kolem 45 cm, přičemž v jednom byla objevena kostřička embrya. To dostalo přezdívku "Baby Louie", podle fotografa časopisu National Geographic Magazine jménem Louis Psihoyos.

## Historie
Fosilie byla roku 1993 vyvezena z Číny prostřednictvím společnosti The Stone Company, vrácena do země původu byla roku 2013. Mezitím byla v roce 1996 podrobně zkoumána ve Spojených státech profesorkou Darlou K. Zelenitskou. V té době ale ještě nebyl známý žádný oviraptorosaur takových rozměrů, aby jej bylo možné určit jako původce fosilních vajec. Formální popis následoval až po vrácení fosilie do Číny.

## Velikost
Výzkum potvrdil, že se jedná o nevylíhlé mládě obřího cénagnatidního oviraptorosaura, který mohl v dospělosti měřit asi 8 metrů na délku, kolem 3,5 metru na výšku a přesahoval zřejmě hmotnost 3000 kilogramů. Nacházel se tak ve velikostní kategorii později žijícího příbuzného druhu Gigantoraptor erlianensis. O obří velikosti dinosaura svědčí i rozměr kruhového hnízda, které mělo průměr až kolem 3 metrů. Do takových hnízd obří oviraptorosauři snášeli svá vajíčka v kruhovém uspořádání a následně je pravděpodobně hlídali a chránili.

### Česká literatura
- SOCHA, Vladimír (2021). Dinosauři – rekordy a zajímavosti. Nakladatelství Kazda, Brno. ISBN 978-80-7670-033-8 (str. 116)